# Norvagism
En norvagism är en norsk språkegenhet eller ordvändning använd i ett annat språk än det norska, och som har egenskaper som avviker från normen i det andra språket. Norvagismer förekommer i relativt hög grad inom danskan då skriftspråket för de två språken länge var gemensamt, men finns även i svenskan. Generellt sett har de norvagismer, liksom danismerna från danskan, som förekommer i svenskan spridits via skrift genom tidningar och böcker.
Ibland går det inte att skilja norvagismer från svenska provinsialismer.
Ordet kommer från latinets norvagi, vilket betyder ’norrmän’.

## Norvagismer i svenskan
Liksom anglicismer uppstår norvagismer ofta i stunden, men det finns några uttryck som är vanligt förekommande.
- Frasen ”vare sig selv nok” är känd från Ibsens Peer Gynt.